# Non-ferrometaal
Een non-ferrometaal is een metaal dat geen ijzer bevat of waarin de legeringen ijzer niet als hoofdbestanddeel hebben (bijvoorbeeld koper, lood, aluminium, zink,  brons en messing). Ook witmetalen behoren tot de non-ferro metalen.

## Onderverdeling
De volgende onderverdeling wordt gebruikt bij non-ferrometalen:
- pure metalen:
  - edelmetalen
  - zware metalen (ρ ≥ 5 g/cm³)
  - lichte metalen (ρ < 5 g/cm³)
- non-ferrometaallegeringen:
  - gesmede legeringen
  - gegoten legeringen

Hierbij worden alle metalen die minder dan 50% ijzer (Fe) bevatten non-ferro metalen genoemd.
Pure metalen zijn te herkennen aan hun chemische symbool en hun hoeveelheid metaal in procenten. Bij edelmetalen die worden omgevormd tot sieraden of munten, wordt deze zuiverheid ook wel uitgedrukt in karaat of fijngehalte.

## Toepassingen
Non-ferrometalen kennen veel toepassingen in het dagelijks leven. Voorbeelden hiervan zijn:
- als bouwmateriaal voor vliegtuigen en lichtgewichtconstructies (aluminium, magnesium, titanium)
- als elektrische geleider (kabels, derde rail of contacten)
- als coating als bescherming tegen corrosie (galvaniseren, vertinnen, chromateren)
- als stroomopslag (accumulatoren, autoaccu's)
- als bedekkingsmateriaal (loden, zinken en koperen daken)
- als onderdelen in de huizenbouw (afvoerpijpen en dakgoten)
- als houders voor vloeistoffen (tinnen drinkkopjes, koperen brouwketels)